# جاده ئی۳۱ اروپا
جاده ئی۳۱ اروپا (به انگلیسی: European route E31) یکی از جاده‌های اصلی قاره اروپا است.
این جاده که از شهر روتردام (هلند) شروع شده، در شهر لودویگسهافن (آلمان) به پایان میرسد و مسافت آن ۵۳۸ کیلومتر است.